# Alphonse François Lacroix

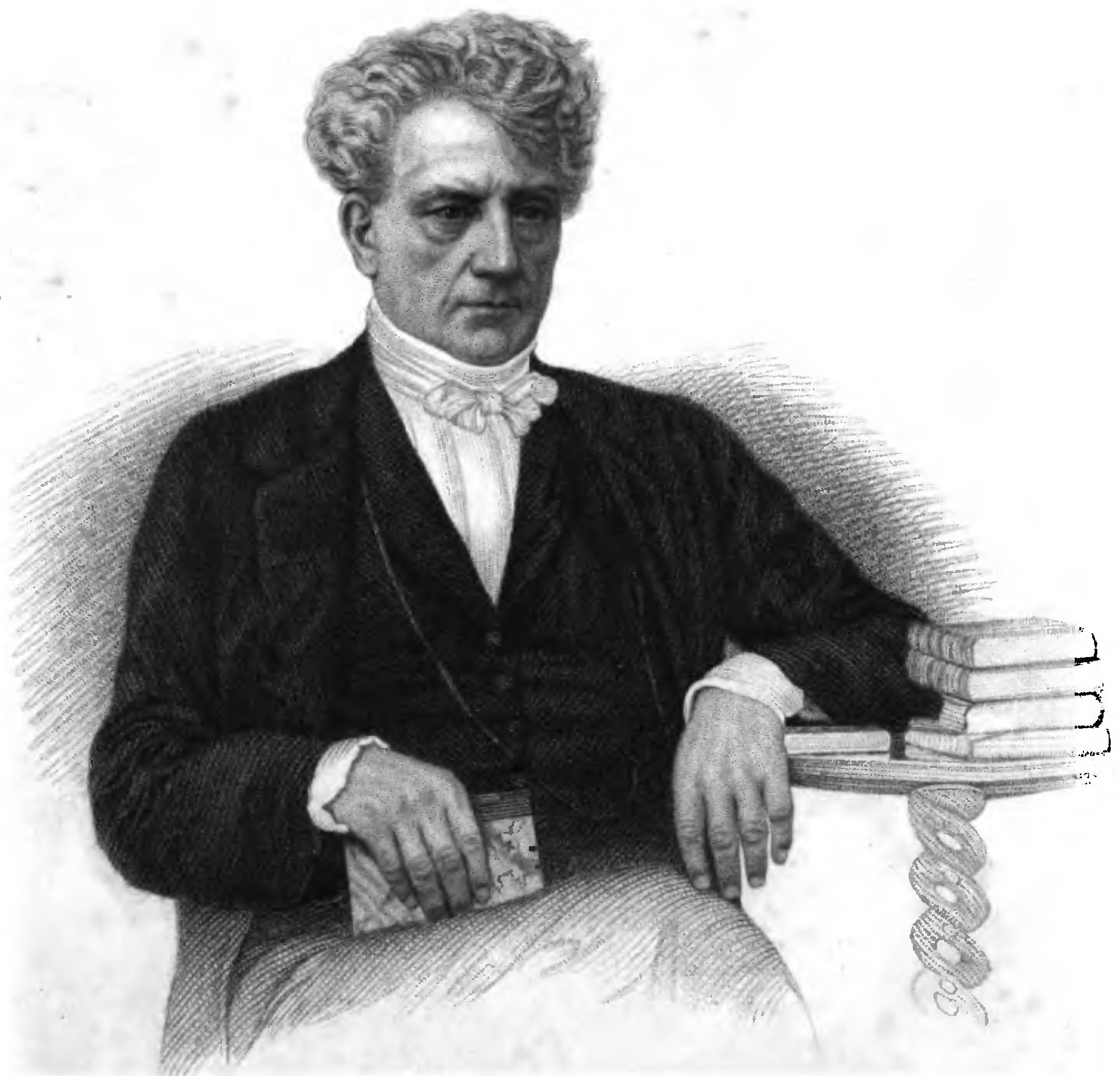
Rev. Alphonse François Lacroix

Alphonse François Lacroix (Neuchâtel, 10 mei 1799 – Calcutta, 8 juli 1859) was een Zwitsers-Brits Protestants zendeling.
Hij werd tot zijn zeventiende jaar onderwezen door zijn oom en vertrok in 1816 naar Amsterdam als leraar. In Amsterdam raakte hij in de ban van de omverwerping van de 'afgoderij' in Tahiti en besloot hij zich aan te melden voor missiewerk. Hij werd aanvankelijk voor het Nederlandsch Zendeling Genootschap aangesteld als agent in Chinsurah (Surat?), een Nederlandse nederzetting bij Calcutta. Na overdracht van deze nederzetting aan de Britse Oost-Indische Compagnie trad hij in dienst van het Londens Zendingsgenootschap en werd Brits staatsburger. Hij trouwde in Chinsurah, waar hij verbleef tot hij in 1827 naar Calcutta verhuisde. Hier zette hij zijn missiewerk voort. In zijn vrije tijd herschreef hij de Bengaalse Bijbel, een taal die hij goed beheerste, en leidde hij autochtone predikanten op.